# Мокрянка (река)
Мокря́нка (Мокранка; укр. Мокрянка) — река в Украинских Карпатах, в пределах Тячевского района Закарпатской области Украины, правый приток Тересвы. Длина Мокрянки 32 км, Площадь водосборного бассейна — 231 км².
Берёт начало на юго-западных склонах горы Попади, что в Горганах. Верховья реки расположены на территории Брадульского заказника.
Река течёт с севера на юг, и в поселке Усть-Чорна сливается с рекой Брустурянка, давая начало реке Тересва. Долина Мокрянки в верхнем течении ущелиноподобна, ниже — V-образная, шириной от 30 до 300 м. Ширина поймы преимущественно 30-80 м, возле села Русская Мокрая — 200 м, местами заболоченная. Русло извилистое, ширина — 10-20 м, на отдельных участках до 36 м. Река порожиста, ниже села Немецкая Мокрая — 2 водопада. Уклон реки 20 м/км. Питание смешанное, с преобладанием дождевого.